# Норма Бейшър
Норма Бейшър (на английски: Norma Beishir) е американска писателка на произведения в жанра любовен роман и романтичен трилър. Пише и под псевдонима Тони Колинс (на английски: Toni Collins) и Робин Колинс (Robin Collins), а с писателя Уилям Кендъл под общия псевдоним Скарлет Мартин (Scarlett Martin) и Джеймс Морган (James Morgan).

## Биография и творчество
Норма Бейшър е родена на 5 август 1953 г. в Сейнт Луис, Мисури, САЩ. От малка иска да е писател и още на 16 години праща първия си ръкопис на издател. Насърчена е от издателя да продължи да пише.
Работи различни работи преди да се насочи към писането на книги. Първият ѝ роман „Игра на богове“ е публикуван през 1988 г. Той става бестселър, тя сключва договори за нови книги и се посвещава на писателската си кариера.
Последните си произведения публикува самостоятелно като електронни книги.
Норма Бейшър живее със семейството си в Сейнт Луис.

## Произведения

### Като Норма Бейшър

#### Самостоятелни романи
- Dance of the Gods (1988)
Игра на богове, изд.: „Бард“, София (2003), прев. Ивайла Божанова
- Angels At Midnight (1989)
Ангели в нощта, изд.: ЕФ „Бонкомерс“, Берковица (1992), прев. Галина Динева
- A Time for Legends (1990)
- Solitaire (1991)
- Luck of the Draw (1994)
- The Unicorn's Daughter (2011)
- Alexander's Empire (2012)
- Chasing The Wind (2014) – с Колин Бейшър
- Final Hours (2015)

### Като Тони Колинс

#### Самостоятелни романи
- Ms. Maxwell & Son (1989)
- Immoral Support (1992)
- Unhappily Unwed (1995)
- Willfully Wed (1996)
- The Almost Perfect Proposal (1997)

#### Участие в общи серии с други писатели

##### Серия „Невероятни бащи“ (Fabulous Fathers)
- Letters from Home (1992)
- Miracle Dad (1994)

от серията има още 46 романа от различни автори

##### Серия „Поканени сте“ (You're Invited)
1. Something Old (1993)
от серията има още 4 романа от различни автори

##### Серия „Под имела“ (Under the Mistletoe)
7. Miss Scrooge (1994)
от серията има още 9 романа от различни автори